# ليونيل جانسيدو
ليونيل جانسيدو (بالإسبانية: Leonel Gancedo)‏ (23 يناير 1971 ببوينس آيرس في الأرجنتين - ) هو لاعب كرة قدم أرجنتيني في مركز الوسط. لعب مع أرجنتينوس جونيورز وأمريكا دي كالي وأوساسونا وريال مورسيا وريفر بليت ونادي أتليتيكو ريفير بليت بورتو ريكو وهوراكان وديبورتيفو مورون ‏.

## روابط خارجية
- ليونيل جانسيدو على موقع الاتحاد الأوربي (الإنجليزية)
- ليونيل جانسيدو على موقع إي إس بي إن إف سي (الإنجليزية)
- ليونيل جانسيدو على موقع قاعدة بيانات كرة القدم.إي يو (الإنجليزية)
- ليونيل جانسيدو على موقع Soccerway.com (الإنجليزية)
- ليونيل جانسيدو على موقع عالم كرة القدم.نت (الإنجليزية)